# Brandon P. Bell
Brandon P. Bell (nacido el 13 de enero de 1985) es un actor estadounidense, conocido por sus papeles en las series de televisión Hollywood Heights y Dear White People.

## Primeros años
Nacido en Dallas, Texas, asistió a la Universidad del Sur de California con una beca de teatro. Antes de concentrarse a tiempo completo en su carrera como actor, Bell jugó fútbol durante 7 años viajando a Francia y ganó la medalla de oro de la Copa de Estados Unidos.

## Carrera
Bell consiguió el papel de Jake Madsen en la serie de televisión Hollywood Heights en 2012. En 2017, interpretó a Troy Fairbanks en la película de comedia dramática Dear White People, que se adaptó a una serie de Netflix del mismo nombre.